# پوپوواتس (نیش)
پوپوواتس (به صربی: Popovac) یک منطقهٔ مسکونی در صربستان است که در نیش واقع شده‌است.